# پارک هه سو
پارک هه سو (کره‌ای: 박혜수; انگلیسی: Park Hye-su؛ زادهٔ ۲۴ نوامبر ۱۹۹۴) بازیگر و خواننده اهل کره جنوبی است. او در برنامهٔ کی-پاپ استار ۴ به عنوان مسابقه دهنده حضور پیدا کرد. او به خاطر ایفای نقش در دوران جوانی شناخته شد. او اولین نقش اصلی خود را در رئیس درونگرا ایفا کرد.